# Bianca Jagger
Bianca Jagger (født Bianca Pérez-Mora Macías den 2. maj 1945 i Managua, Nicaragua) er en amerikansk menneskerettighedsaktivist.

## Biografi
Biancas far var forretningsmand og hendes mor var hjemmegående. Forældrene blev skilt da Bianca var ti, og hun blev boende sammen med sine søskende hos sin mor, der skulle tage sig af fire børn på kun en lille indkomst . I 1966 vandt Bianca et stipendium så hun kunne studere statskundskab på Institut d'études politiques de Paris . Hun har også været fascineret af Gandhis ikke-voldelige succes, og specielt østerlandsk filosofi, og hun har rejst meget i Indien .

## Ægteskab
Bianca mødte Mick Jagger til en fest efter en Rolling Stones koncert, hvor hun efter sigende imponerede ham med sit franske . Den 12. maj 1971, mens hun var fire måneder henne, giftede parret sig i den Romerskkatolske kirke i Saint-Tropez, Frankrig. Dermed blev hun hans første kone. Parret blev forældre til datteren Jade Jagger, den 21. oktober 1971, men blev skilt i 1980. 

## Fodnoter
1. ↑  BBC NEWS | In Depth | Newsmakers | Bianca Jagger: Champion of peace
2. ↑  "Right Livelihood Award: 2004 – Bianca Jagger". Arkiveret fra originalen 17. november 2007. Hentet 30. januar 2008.
3. ↑  "Bianca Jagger Biography, Bio, Profile, pictures, photos from Netglimse.com". Arkiveret fra originalen 25. januar 2010. Hentet 30. januar 2008.
4. ↑  BBC ON THIS DAY | 12 | 1971: Row rocks Rolling Stone wedding